# The Drapery Falls
Th Drapery Falls è il primo singolo degli Opeth, contiene una versione più breve di The Drapery Falls che appare sull'album Blackwater Park.

## Tracce
1. The Drapery Falls – 5:05

## Formazione
- Mikael Åkerfeldt - voce e chitarra
- Peter Lindgren - chitarra
- Martin Lopez - batteria
- Martin Mendez - basso